# Circus Maximus
Circus Maximus (latin for "største cirkus"; italiensk: Circo Massimo) er en hippodrom fra antikken beliggende mellem Palatinerhøjen og Aventinerhøjen i Rom. Den skulle være blevet anlagt allerede i begyndelsen af 500-tallet f.Kr. af etruskiske konge af Rom Lucius Tarquinius Priscus (r. 616 – 578 f.Kr.). Det var det første og største cirkus, eller stadion, i Rom.
I løbet af de efterfølgende århundreder blev Circus Maximus forbedret og udbygget. Det målte 621 meter i længden og 118 meter i bredden og kunne rumme over 150.000 tilskuere, hvilket var betragteligt over Colosseums kapacitet. Der blev afholdt væddeløb med hest og vogn.
Circus Maximus blev også anvendt til andre formål såsom gladiatorkampe, parader og offentlige henrettelser. De fleste kristne, som led martyrdøden ved de forskellige forfølgelser døde her og ikke på Colosseum.
De sidste kapløb blev arrangeret i 549 e.Kr. I dag er der knapt mere end en græsplæne tilbage af Circus Maximus og det fungerer som en offentlig park. Som en kuriositet kan det nævnes, at branden som hærgede Rom i år 64 e.Kr. begyndte i den østvendte kurve.

## Begivenheder og anvendelser
Circus Maximus var Roms største sted for ludi (offentlige spil forbundet med romerske religiøse festivaler). Ludi blev sponsoreret af førende romere eller den romerske stat til gavn for det romerske folk (populus Romanus) og guderne. De fleste blev afholdt årligt eller med års mellemrum på den romerske kalender. Andre kunne gives for at opfylde et religiøst løfte, såsom spil i fejringen af en triumf. I henhold til romersk tradition blev de tidligste triumfale ludi på Circus Maximus lovet af Tarquin den Stolte til Jupiter i det sene Romerske Kongerige for hans sejr over Pometia.
Ludi spændte i varighed og omfang fra en dags, eller sågar en halv dages, begivenheder til spektakulære, flerdages fejringer med religiøse ceremonier og offentlige fester, heste- og vognløb, atletik, skuespil, dyrejagt og gladiatorkampe. Nogle omfattede offentlige henrettelser. De større ludi (der betyder sport eller spil på latin) på Circus Maximus begyndte med en prangende parade (pompa circensis), meget lig ét triumf-tog, som markerede formålet med spillene og introducerede deltagerne.

## Galleri
- Resterne af Circus Maximus
- Circus Maximus i 1978
- Circus Maximus i 2023